# Клаус Ешенбург
Клаус Альфред Август Герман Франц Густав Ешенбург (нім. Klaus Alfred August Hermann Franz Gustav Eschenburg; 6 січня 1913, Данциг — 20 березня 1973, Бонн) — німецький офіцер, майор вермахту, бригадний генерал бундесверу.

## Біографія
Син оберста. 1 квітня 1932 року вступив в рейхсвер як кандидат в офіцери 5-го кавалерійського полку (Штольп). З листопада 1938 року по серпень 1939 року — командир 3-го ескадрону 10-го кавалерійського полку (Торгау). З квітня 1941 по лютий 1942 року — інструктором з тактики в Школі швидких військ у Крампніці. В березні-травні 1942 року перебував в командному резерві 44-го армійського корпусу, розгорнутого в районах Донецька та Ізюма. В червні-серпні 1942 року закінчив 6-й курс Генерального штабу у Військовій академії в Берліні. З 29 серпня 1942 по 19 серпня 1943 року — 2-й офіцер (квартирмейстер) Генштабу 258-ї піхотної дивізії, розміщеної в районах Гжатська і Орла. З 20 серпня по 2 вересня 1943 року знову перебував у командному резерві. 3 вересня 1943 року відряджений до генерал-квартирмейстера Управління постачання. 5 жовтня 1943 року затверджений в Управлінні. 1 серпня 1944  року знову відправлений в командний резерв. З 15 серпня 1944 року — 1-й офіцер (начальник оперативного відділу) Генштабу 36-ї моторизованої піхотної дивізії, пізніше перейменованої в 36-ту фольксгренадерську. У травні 1945 року взятий в полон.
В 1946 році Ешенбург став співробітником Організації Гелена. Коли 1 квітня 1956 року вона стала Федеральною розвідувальною службою (БНД), Ешенбург став членом БНД. Також у 1956 році він був призваний на військову службу в званні майора, але не перейшов у портфель Федерального міністерства оборони, залишившись членом БНД. В 1969 році він був підвищений до бригадного генерала, на той момент він очолював Боннське відділення зв'язку («Бюро Фогта») БНД, яка на той час мала свою штаб-квартиру в Пуллаху. У Організації Гелена й у БНД він використовував кодове ім'я Клаус Торгау. За тиждень до відставки Ешенбург помер у Бонні 20 березня 1973 року.

## Нагороди
- Медаль «За вислугу років у Вермахті» 4-го класу (4 роки)
- Залізний хрест 2-го і 1-го класу